# Hunstig

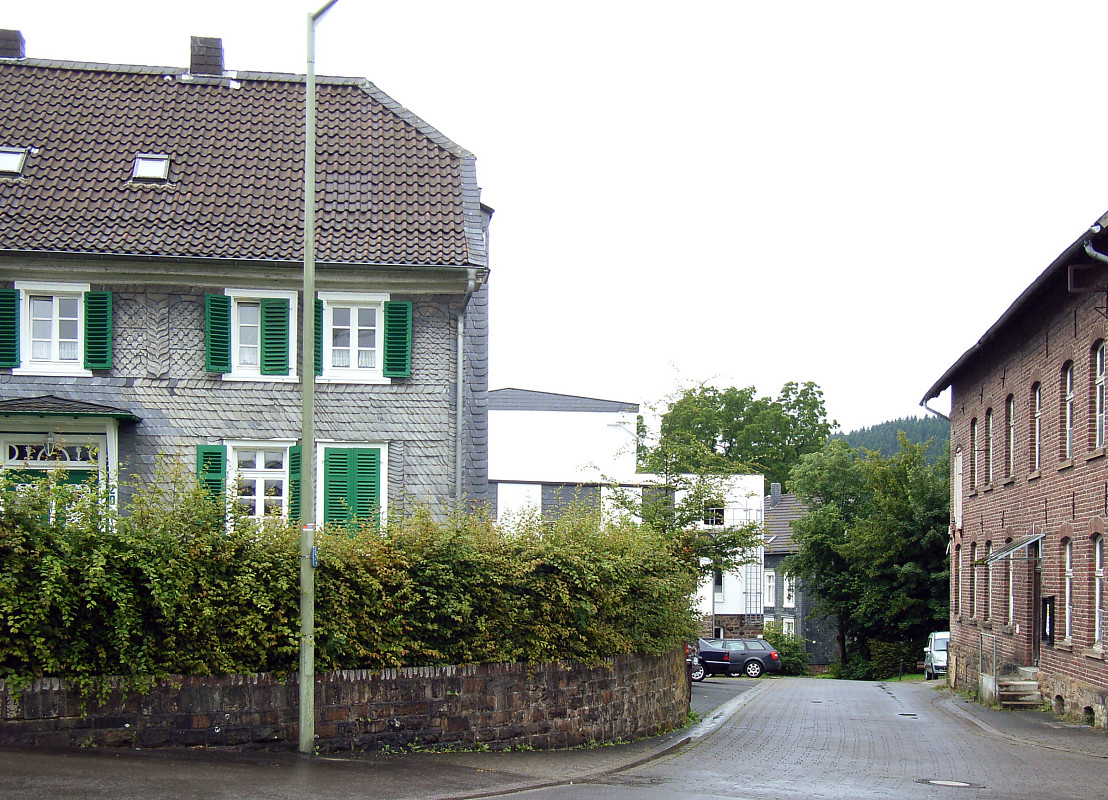
Hunstig

Hunstig ist ein Ortsteil von Gummersbach im Oberbergischen Kreis im südlichen Nordrhein-Westfalen, Deutschland.

## Geographie
Der Ort liegt rund neun Kilometer südwestlich des Stadtzentrums. Hunstig lagert oberhalb des benachbarten Ortsteils Dieringhausen an einem linksseitigen Hang des Aggertals. Südlich wird der Ort von Gummersbachs Nachbargemeinde Wiehl begrenzt.

## Geschichte
1465 wurde der Ort erstmals urkundlich erwähnt: „Hardemans Wyff van Huntdich und Katharina van Huntzdyche“ (sic; alternierende Schreibweise) werden bei den Einwanderern nach Homburg aufgeführt.
Hunstig bildet zusammen mit den Ortsteilen Ohmig, Hömel und Bünghausen eine Ortsgemeinschaft, welche auf mehr als 550 Jahre gemeinsame Geschichte zurückblickt. Bis 1969 gehörte Hunstig wie die drei anderen Orte zur damaligen Gemeinde Bielstein und wurde dann im Zuge der Gemeindereform ein Teil der Stadtgemeinde Gummersbach.

## Wirtschaft und Industrie

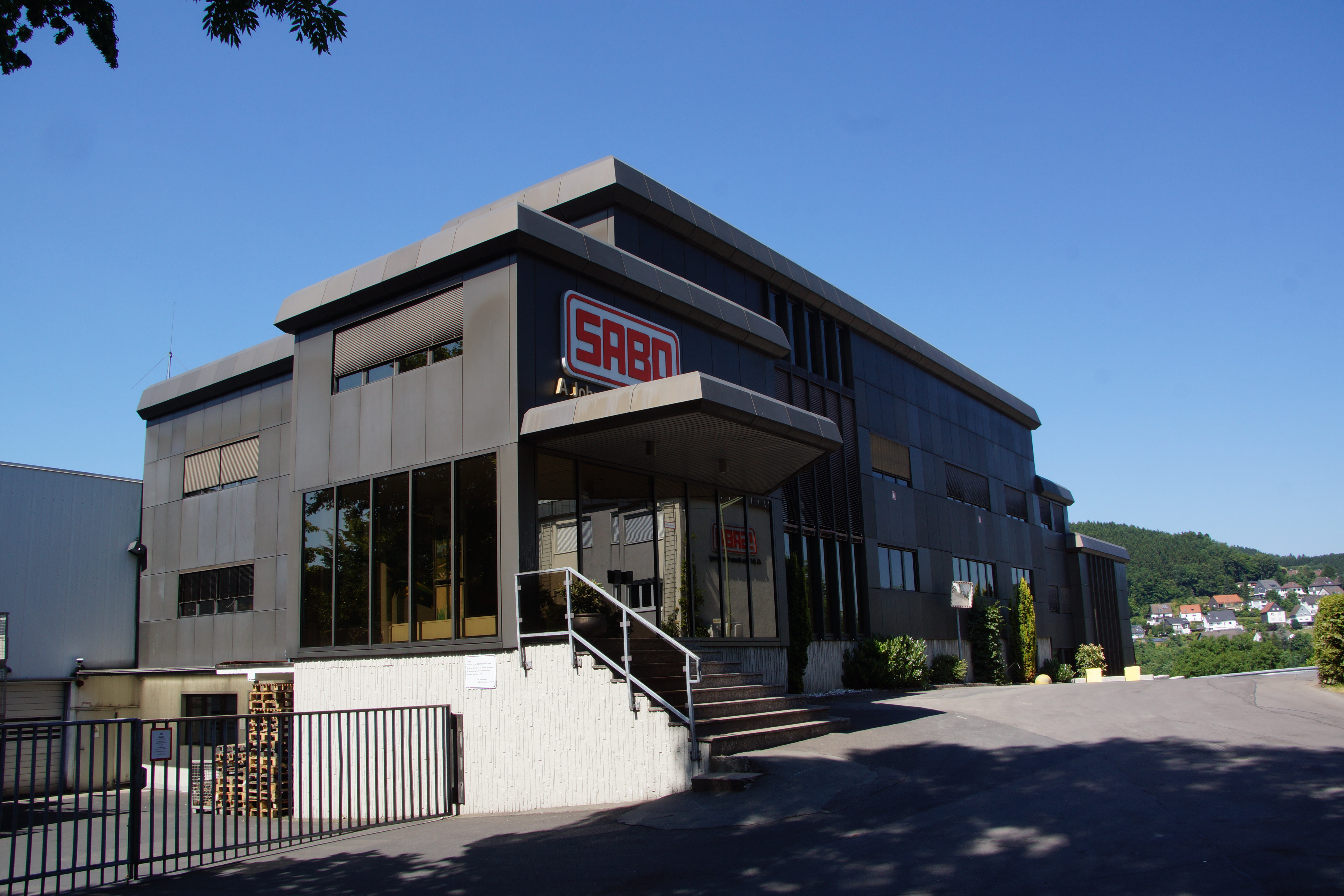
Sabo

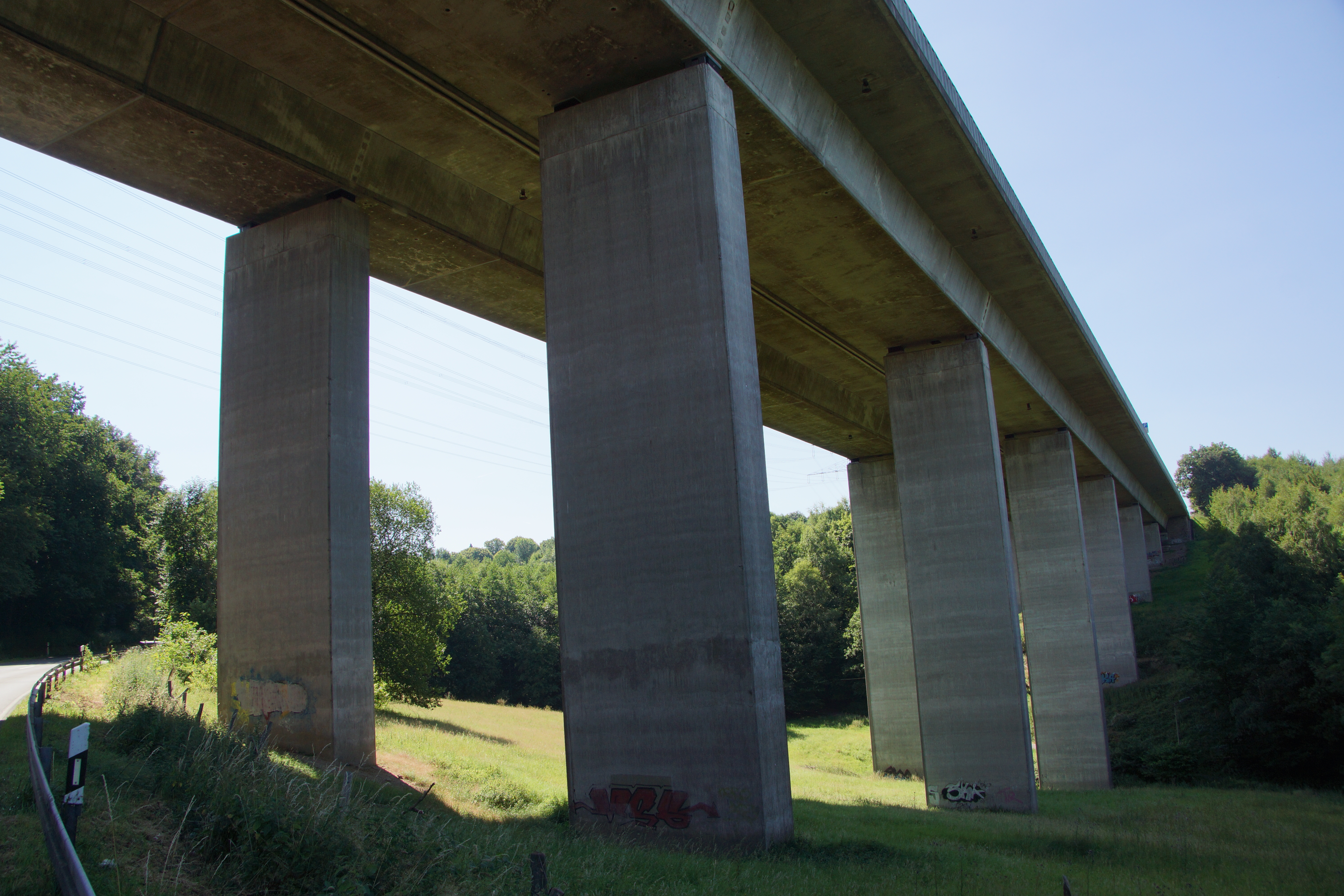
Talbrücke Hunstig der A4 zwischen Hunstig und Oberbantenberg

- Seit über 150 Jahren befindet ist die Firma Albrecht Kind (AKAH) ortsansässig, ein Großhandelsunternehmen der Jagd- und Schießsport-Branche.
- Im Ort befindet sich außerdem der Hauptsitz der Firma SABO, deren Rasenmäher in Hunstig gebaut werden.

## Kultur

### Vereinswesen
- HeartChor Hunstig (ehemals MGV Hunstig und Umgebung 1901)
- Ortsgemeinschaft Hunstig
- Gemeinnütziger Verein von Hunstig
- KKV Hunstig e. V. (Schießsport)
- Freiwillige Feuerwehr Hunstig
- Besenverein Hunstig (ist seit 2015 nicht mehr tätig)

### Regelmäßige Veranstaltungen
- Osterwanderung
- Dorffest
- Fire Rock (Open-Air-Konzert mit abschließendem Feuerwerk, veranstaltet von der Freiwilligen Feuerwehr)
- Kartoffelfest
- Sankt-Martins-Zug

In der Straße Im Halken 56 befindet sich seit 2019 eine von der Schriftstellerin Anika Klüver gestiftete und kuratierte öffentliche Bücherbude.

## Verkehr
Die Haltestelle von Hunstig wird über die Buslinie 304 (Gummersbach – Nümbrecht/Waldbröl) angeschlossen.